# Canton de Gap-2
Le canton de Gap-2 est une circonscription électorale française du département des Hautes-Alpes, créée par le décret du 27 février 2014 et entrant en vigueur lors des élections départementales de 2015.

## Histoire
Un nouveau découpage territorial des Hautes-Alpes entre en vigueur en mars 2015, défini par le décret du 20 février 2014, en application des lois du 17 mai 2013 (loi organique 2013-402 et loi 2013-403). Les conseillers départementaux sont, à compter de ces élections, élus au scrutin majoritaire binominal mixte. Les électeurs de chaque canton élisent au Conseil départemental, nouvelle appellation du Conseil général, deux membres de sexe différent, qui se présentent en binôme de candidats. Les conseillers départementaux sont élus pour 6 ans au scrutin binominal majoritaire à deux tours, l'accès au second tour nécessitant 12,5 % des inscrits au 1er tour. En outre la totalité des conseillers départementaux est renouvelée. Ce nouveau mode de scrutin nécessite un redécoupage des cantons dont le nombre est divisé par deux avec arrondi à l'unité impaire supérieure si ce nombre n'est pas entier impair, assorti de conditions de seuils minimaux. Dans les Hautes-Alpes, le nombre de cantons passe ainsi de 30 à 15. Le canton de Gap-2 fait partie des sept nouveaux cantons du département, les huit autres cantons portant la dénomination d'un ancien canton, mais avec des limites territoriales différentes.

## Représentation
| Période élective | Période élective | Mandat | Mandat   | Identité          | Nuance | Nuance | Qualité                                                                               |
| ---------------- | ---------------- | ------ | -------- | ----------------- | ------ | ------ | ------------------------------------------------------------------------------------- |
| 2015             | 2021             | 2015   | 2021     | Maryvonne Grenier |        | LR     | Adjointe au maire de Gap 2e vice-présidente, chargée de l’éducation et de la jeunesse |
| 2015             | 2021             | 2015   | 2021     | Daniel Galland    |        | LR     | Adjoint au maire de Gap 5e vice-président, chargé du sport et des grands événements   |
| 2021             | 2028             | 2021   | en cours | Daniel Galland    |        | LR     | Conseiller sortant                                                                    |
| 2021             | 2028             | 2021   | en cours | Maryvonne Grenier |        | LR     | Conseillère sortante, 2ème Vice-Présidente du conseil départemental                   |

### Résultats détaillés

#### Élections de mars 2015
À l'issue du 1er tour des élections départementales de 2015, deux binômes sont en ballottage : Karine Berger et M. Claude Feutrier (PS, 28,53 %) et Daniel Galland et Maryvonne Grenier (UMP, 28,17 %). Le taux de participation est de 51,37 % (3 829 votants sur 7 454 inscrits) contre 54,61 % au niveau départementalet 50,17 % au niveau national.
Au second tour, Daniel Galland et Maryvonne Grenier (UMP) sont élus avec 51,22 % des suffrages exprimés et un taux de participation de 49.85 % (1 696 voix pour 3 715 votants et 7 453 inscrits).

#### Élections de juin 2021
Le premier tour des élections départementales de 2021 est marqué par un très faible taux de participation (33,26 % au niveau national). Dans le canton de Gap-2, ce taux de participation est de 32,26 % (2 435 votants sur 7 547 inscrits) contre 41,95 % au niveau départemental. À l'issue de ce premier tour, deux binômes sont en ballottage : Daniel Galland et Maryvonne Grenier (DVD, 49,53 %) et Aurélie Allemand et Sylvain Brunet (DVG, 29,05 %).
Le second tour des élections est marqué une nouvelle fois par une abstention massive équivalente au premier tour. Les taux de participation sont de 34,3 % au niveau national, 42,97 % dans le département et 36,44 % dans le canton de Gap-2. Daniel Galland et Maryvonne Grenier (DVD) sont élus avec 53,96 % des suffrages exprimés (1 384 voix pour 2 751 votants et 7 550 inscrits),,.

## Composition
| Nom                         | Code Insee | Intercommunalité       | Superficie (km2) | Population (dernière pop. légale)                | Densité (hab./km2) | Modifier                                    |
| --------------------------- | ---------- | ---------------------- | ---------------- | ------------------------------------------------ | ------------------ | ------------------------------------------- |
| Gap (bureau centralisateur) | 05061      | CA Gap-Tallard-Durance | 110,43           | Fraction : 10 458 (2022) Commune : 40 656 (2022) | 368                | modifier les données · modifier les données |
| Canton de Gap-2             | 0507       |                        |                  | 10 458 (2022)                                    |                    | modifier les données                        |

Le canton de Gap-2 comprend :
1. la partie de la commune de Gap située à l'est d'une ligne définie par l'axe des voies et limites suivantes : depuis la limite territoriale de la commune de Jarjayes, route de Valserres, rue Kapadoce, rue du Collet, lisière du bois de Saint-Mens, ligne droite dans le prolongement de l'impasse du Sous-Bois jusqu'à la lisière du bois de Saint-Mens, impasse du Sous-Bois, boulevard Bellevue, rue du Docteur-Ayasse, avenue du Maréchal-Foch, avenue du Commandant-Dumont, ligne de chemin de fer de Gap à Veynes, rue Charles-Aurouze, chemin de Bonne, torrent de Bonne, ligne droite entre l'intersection du torrent de Bonne et du chemin de Valbonne et l'intersection de la rue de Bonne et l'avenue du Commandant-Dumont, avenue du Commandant-Dumont, route de la Descente, limite nord des lotissements du Pont-Blanc et du Château-de-Clos, chemin de l'Oratoire, rue de Villarobert, rue du Plan, rue Résidence-Serre-du-Plan, limite nord du lotissement Haut-du-Plan-du-Châtelard et limite est du lotissement Plan-du-Châtelard, avenue d'Embrun, jusqu'à la limite territoriale de la commune associée de Romette ;
2. la commune associée de Romette.

## Démographie
En 2022, le canton comptait 10 458 habitants, en évolution de −2,77 % par rapport à 2016 (Hautes-Alpes : +0,4 %, France hors Mayotte : +2,11 %).
| 2013   | 2018   | 2022   |
| ------ | ------ | ------ |
| 10 788 | 10 450 | 10 458 |